# Boston (banda)
Boston es una banda estadounidense de hard rock y rock progresivo formada en los años setenta y liderada por el músico virtuoso Tom Scholz.

## Historia

### Inicios: 1969- 1975
El grupo Boston se crea a mediados de 1969 por el ingeniero del MIT Tom Scholz como guitarrista y principal compositor, además del vocalista Brad Delp, el guitarrista Barry Goudreau y el baterista Jim Masdea. Tras unos inicios algo inciertos, en el cual grabaron varias demos, realizadas en el estudio de Tom Scholz ubicado en el sótano doméstico de este; luego el baterista Jim Masdea deja el grupo y es reemplazado por Sib Hashian, mientras que el bajista Fran Sheehan se incorpora a las filas del grupo, que hasta el momento funcionaba como una banda a medio camino entre el circuito de aficionados y el profesionalismo de tiempo completo en los bares y pubs del circuito costero de bandas de rock de la ciudad de Boston. De hecho tanto Bradley Delp como Tom Scholz, tenían trabajos estables de tiempo completo fuera de la escena musical, durante esta primera etapa de la banda los miembros de la primera formación del grupo se habían conocido indistintamente interactuando y compartiendo papeles musicales en otras bandas locales. En los años previos a la edición de su primer LP, las demos realizadas fueron enviadas a varias compañías discográficas, como muestra para una eventual grabación y edición, y frecuentemente se recibía la respuesta (a confesión del propio Tom Scholz) "...esta banda no tiene nada que ofrecer...".

### La llegada de la fama y conflicto con CBS: 1976-1982
Fue así como, en 1976, y gracias a las composiciones ingeniosas de Scholz, el grupo publica ese mismo año su primer álbum titulado simplemente "Boston", tomando como base las demos realizadas en el estudio particular de Tom Scholz, que fueron remasterizadas y remezcladas en los afamados estudios "The Record Plant" en California, saltando de inmediato a los primeros puestos de las listas de éxitos con el clásico "More Than a Feeling" y con "Peace of Mind". El trabajo de Scholz se puede ver, asimismo, en la enigmática "Hitch a Ride", una de las piezas más completas del disco. La voz de Delp es, además, un total acierto y se nota cierta innovación en el sonido del grupo en comparación con otras bandas de la época.
Para 1978, el grupo lanza su segundo álbum titulado "Don't Look Back", el cual es de notable menor calidad que su antecesor y no deja muy satisfecho a Scholz, que acusa a la compañía discográfica de haberlo presionado para publicar este material; a pesar de esto, el disco alcanza ventas que le llevan al disco de platino y la canción que da título al disco se convierte en un éxito comercial. Tras ello, comienza un litigio legal entre la compañía y el grupo, que duró entre 1979 y 1981, el cual retrasó su tercer álbum durante 8 años (el cual iba a ser publicado originalmente en 1981). En el intertanto Tom Scholz líder de la banda expresó a los miembros del grupo que si deseaban realizar un proyecto musical alternativo ese era el momento pues el próximo proyecto de la banda tomaría un tiempo mayor. El guitarrista Barry Goudreau lanzó su proyecto solista titulado "Goudreau" en conjunto con otros músicos como banda de apoyo; entonces debido a un malentendido pues el sello discográfico de Barry Goudreau publicitó el disco con la consigna "music through science" (música a través de la ciencia), Tom Scholz expulsa a Barry Goudreau de la banda acusándolo de suplantar y plagiar en su proyecto musical personal la propuesta grupal de la banda cuestión que no era intención de Goudreau. El guitarrista Gary Phil sustituye a Goudreau y Fran Sheehan deja también al grupo. Scholz financia sus grabaciones vendiendo equipo, debido al asunto entre CBS y Boston. En 1982 el baterista Sib Hashian deja al grupo.

### Retorno a los álbumes: 1986-2002
En 1986 se lanza, por fin, Third Stage y la canción "Amanda" llega inmediatamente a las listas de popularidad; esta canción es de un sonido muy distinto a las anteriores, una balada muy de los años ochenta, acertada por Scholz y la gran voz de Delp. El álbum alcanza disco de platino. Delp deja Boston en 1990 y es sustituido por Fran Cosmo.
El siguiente álbum de Boston no aparece hasta 1994; titulado Walk On, retoma ciertos sonidos de hard rock de los inicios del grupo. Los arreglos de la canción que titula al disco (dividida en tres segmentos) son considerados excesivos por algunos, pero la canción es una de las mejores piezas compuestas y arregladas por el ingenioso Scholz. Delp regresa al grupo ese mismo año.
En 1997 se publica el primer recopilatorio oficial de la banda que incluye algunos temas nuevos como "Tell me", "Higher Power", "The Star Spangled Banner/4th of July Reprise", así como una segunda versión más corta del "Higher Power", canción qué precisamente será elegida como sencillo para la presentación del disco.
El siguiente trabajo del grupo es Corporate America lanzado en 2002, ya con algunas tendencias pop y otras buenas canciones. Es de resaltar la participación de Fran Cosmo y su hijo Anthony, además de que entra Kimberley Dahme en el bajo y en algunos arreglos vocales. Jeff Neal (batería) completa la extensa alineación de este álbum.
Fran Cosmo y su hijo dejaron al grupo a principios de 2006 para formar su propia banda, dejando en ese momento a Brad Delp como única voz del grupo. Se especuló sobre una posible reunión con Barry Goudreau durante este periodo.
Uno de los aportes de Tom Scholz es la tecnología "Rockman", que fue utilizada por Def Leppard en su álbum Hysteria.

### Presente: 2007- presente
El 9 de marzo de 2007, una de las mejores voces en la historia del rock, Brad Delp, se suicidó inhalando monóxido de carbono. Fue hallado en su casa muerto en el baño con su cabeza encima de una almohada con una nota pegada en el cuello de su camisa con un clip que decía: "soy un alma solitaria". Pruebas de toxicología mostraron que se envenenó respirando monóxido de carbono y también hallaron otra nota en la puerta de su casa diciendo: "Cuando encuentren esta nota, ya estaré muerto, o si no, mi plan B es asfixiarme en mi coche".
El sustituto de Brad Delp fue nada menos que el cantante del grupo de rock cristiano Stryper, Michael Sweet, quien participó en el último tour de Boston. 
Después de que Brad Delp nos dejara el pasado 9 de marzo de 2007, la banda tiene nuevo cantante, Tommy DeCarlo. El nuevo cantante, fue descubierto por casualidad por la mujer de Scholz cantando karaoke con una canción de Boston por Myspace. En el año 2013 Boston sacó a la luz un nuevo disco titulado "Live,Love & Hope", el día 3 diciembre sería la publicación en Estados Unidos, el día 6 en Europa y el 9 de diciembre en Reino Unido, así se publicitaba en la web oficial de la banda. En el disco se pudo escuchar la voz de Tommy de Carlo, David Victor, Kimberly Dahmne e incluso la de Scholz, líder de la banda, incluyendo además varias canciones con la voz de fallecido Brad Delp. La canción elegida como sencillo para la presentación del disco fue "Heaven on Earth",

## Innovación y estilo
Boston es considerado como un grupo de hard rock, combinando elementos del rock progresivo y heavy metal en su música. 
El excantante Brad Delp era bien conocido por su gran tesitura vocal y un timbre afinado y "cristalino" que se muestra en éxitos como "More Than a Feeling".
El guitarrista y compositor principal Tom Scholz abarca diversos estilos musicales, que van desde la música clásica hasta el pop inglés de 1960, que ha dado como resultado a un sonido único, se dio cuenta de forma más consistente en los dos primeros discos (Boston y Don't Look Back). Este sonido se caracteriza por provocar múltiples armonías combinadas con la guitarra, a menudo alternando sonidos y luego mezclando "capas" de guitarras eléctricas y acústicas. Scholz y Brian May son buenos ejemplos en 'perfectas' armonías de guitarra. Otro factor que contribuye es el uso de equipos de alta tecnología, en cuanto a efectos, amplificación electroacústica, etc. como los Rockman (creado por Tom Scholz), usado por guitarristas como de Journey Neal Schon, la banda ZZ Top, y Ted Nugent; pero por otra parte evitando usar "samplers", sintetizadores, computadores, midis, secuenciadores, y otros tipos de instrumentos en la creación de sonidos pues en palabras de Scholz tales elementos desnaturalizan la verdadera creación musical. 
El álbum Hysteria de Def Leppard fue creado usando tan sólo la tecnología de Rockman. "Combinando un sonido de guitarra profundo, agresivo, acortado en riffs y casi etéreo. 
Tiempo después pasó a un enfoque global más pesado, más bajo y oscuro (en los próximos dos álbumes) Third Stage y Walk On.
El cantante Brad Delp, que fue fuertemente influenciado por los Beatles, también era conocido por crear el sonido de Boston con su voz característica, que se vincula rápidamente con el grupo como a Freddie Mercury con Queen, Mick Jagger con los Rolling Stones, Jeff Lynne con Electric Light Orchestra, Steve Perry de Journey, Lou Gramm de Foreigner, Paul Rodgers de Bad Company, Roger Daltrey de The Who, Richard Sinclair con Hatfield & The North, Elliot Lurie con Looking Glass, Dennis DeYoung con Styx, Andy Fairweather-Low con Amen Corner, y Steve Walsh de Kansas.

## Miembros anteriores
- Brad Delp:† (1976-1989, 1994-2007)
- Barry Goudreau: (1976–1981)
- Sib Hashian:† (1976–1983)
- Fran Sheehan: (1976–1983)
- Jim Masdea: (1983-1988)
- David Sikes: (1987–1997)
- Doug Huffman: (1987–1994)
- Curly Smith: (1994–1997)
- Fran Cosmo: (1993–2006)
- Anthony Cosmo: (1997–2006)
- Anthony Citrinite: (2001–2002)
- Tom Hambridge: (2002)

## Discografía

### Álbumes
- 1976: Boston
- 1978: Don´t Look Back
- 1986: Third Stage
- 1994: Walk On
- 1997: Greatest Hits
- 2002: Corporate America
- 2013: Life, Love & Hope

### Sencillos
- 1976: «More Than a Feeling'»
- 1977: «Long Time»
- 1977: «Peace of Mind»
- 1978: «Don't Look Back»
- 1978: «A Man I'll Never Be»
- 1979: «Feelin' Satisfied»
- 1986: «Amanda»
- 1987: «We're Ready»
- 1987: «Can'tcha Say (You Believe in Me)/Still in Love»
- 1987: «Hollyann»
- 1994: «I Need Your Love»
- 1994: «Surrender to Me»
- 1994: «Livin' for You»
- 1994: «What's Your Name»
- 1994: «Walk On»
- 1997: «Higher Power»
- 2002: «I Had a Good Time»
- 2013: «Heaven on Earth»